# Стафіда західна
Стафі́да західна (Staphida torqueola) — вид горобцеподібних птахів родини окулярникових (Zosteropidae). Мешкає в Південному Китаї та на півночі Індокитаю.

## Поширення і екологія
Західні стафіди мешкають на півдні Китаю, на півночі Таїланду, Лаосу і В'єтнаму. Вони живуть в гірських і рівнинних тропічних лісах на висоті від 350 до 2200 м над рівнем моря. Взимку західні стафіди мігрують в долини.